# Добрые вести
«Добрые вести» (бел. Добрыя весці) — стихотворение Владислава Сырокомли.
Впервые произведение было напечатано ещё при жизни автора, но анонимно 27 февраля 1862 г. в составе второго издания «Беседы старого деда». Авторская рукопись не сохранилась. В 1887 г. Винцент Коротынский писал, что поэт выразил свои общественные взгляды в стихотворении «устами крестьянина». В 1983 г. Владимир Мархель попытался реконструировать первоначальный текст на основе существующих списков и публикаций в печати.
Белорусский филолог Лев Цветков отмечал, что стихотворение написано чистым и красивым народным белорусским языком.

## Написание
В своих воспоминаниях Юзеф Крашевский, цитируя первые четыре строки, утверждает, что это попытка белорусскоязычного либретто Сырокомли для музыки Фаустина Лопатинского 1848 г. С Крашевским согласились Евфимий Карский, Михаил Ларченко и Степан Майхрович. Максим Горецкий стал первым историком белоруской литературы, который поставил стихотворение «Добрые вести» в независимое положение от либретто.

В 1872 г. Винцент Коротынский, добавив в 10-томное собрание сочинений поэта отрывок из либретто «Богдан», отметил:
Публикуется на основе рукописи, любезно предоставленной нам Фаустином Лопатинским, который должен был написать музыку к этому либретто на основе украинских народных мотивов… Первоначально предполагалось написать либретто на белорусском языке, но потом от этой идеи отказались. Крашевский в своих воспоминаниях о Кондратовиче ошибочно приводит белорусское четверостишие как начало одной из арий этой оперы. Это начало лирического произведения, написанного ещё в Залучье в 1848 году.
На основе свидетельства Коротынского Адам Мальдис сделал вывод, что «Добрые вести» — это самостоятельное произведение, а либретто по-белорусски Сырокомля так и не написал. К тому же, по мнению литературоведа, это стихотворение — реакция не на события во Франции, а на широкое крестьянское движение против крепостничества в Галиции во время «весны народов». С ним соглашается и Владимир Мархель, так как, согласно документальной биографии Сырокомли Ф. Форнальчика, в Залучье приезжало много киевских студентов, которые рассказывали о галицких событиях 1848 г., к которым поэт не остался безразличным.
В 1976 г. Владимир Вильчинский выразил мнение, что стихотворение написано между 27 февраля и 8 апреля 1861 года, а не в 1848 году.
По мнению Владимира Мархеля, поэт написал в 1848 г. только первые 12 строк, так как в рукописях существуют две редакции произведения (диалогическая и монологическая). Он считает, что стихотворение изначально было основано на беседе с ветром. К тому же наличие в некоторых списках обращения «короли-поганцы», вместо «царики-поганцы», по его мнению, идёт от оригинала 1848 г., где обращение было изначально к «королям-поганцам». Владимир Мархель полагает, что стихотворение было переделано незадолго до публикации 1862 г. В ноябре 1861 г. стихотворение неизвестным образом попало к сморгонскому повстанцу-агитатору. В то же время дважды вышла «Беседа старого деда», которую поэт, скорее всего, прочитал перед редактированием стихотворения. Подытоживая, исследователь признаёт, что дату произведения следует указывать как «1848, 1861».